# تيمج (بهمئي غرمسيري الشمالي)
تيمج (بالفارسية: تیمج) هي قرية تقع في إيران في قسم بهمئي غرمسیري الشمالي الريفي. يقدر عدد سكانها بـ 18 نسمة بحسب إحصاء 2016.